# 藤瀬新一郎
藤瀬 新一郎（ふじせ しんいちろう、1899年7月26日 - 1964年3月20日） は、日本の化学者。東北大学名誉教授。元日本学術会議会員。紫綬褒章受章。正三位勲二等旭日重光章。

## 経歴
出生から修学期
1899年、イギリス領マラヤシンガポール植民地で生まれた。東北帝国大学理学部化学科で学び、1923年に卒業。1929年に学位論文『デカヒドロキノリン類の研究』を東北帝国大学に提出して理学博士号を取得。
化学研究者として
大学院修了後は、理化学研究所に勤務。1932年、母校の東北帝国大学助教授を命じられた。1933年、東北帝国大学教授に昇格。
戦後、東北大学理学部長を務めた。また、東北大学抗酸菌研究所教授も務めた。1963年に東北大学を退官し、名誉教授となった。その後は、日本科学技術情報センター理事に就いた。学界では日本学術会議会員であった。
1964年、杏雲堂病院で死去。

## 受賞・栄典
- 1963年：紫綬褒章を受章[4]。
- 1964年：正三位勲二等旭日重光章。
- 1964年：日本化学会真島賞を受賞[2][3]。

## 研究内容・業績
門下に久保田尚志などがいる。

## 著作
著書
- 『生物物理化學』(輓近高等物理化学講座) 共立社
- 『有機化合物の分析』(輓近高等物理化学講座) 共立社
- 『無機定性分析,無機定量分析,有機化合物の分析』(輓近高等物理化学講座) 共立社
- 『複素環式化合物』共著、朝倉書店 1958-1960

記念論文集
- 『藤瀬新一郎先生御退官記念集』瀬新一郎先生御退官記念会 1964

## 家族・親族
- 父：藤瀬政次郎は元東洋綿花社長[2]。
- 夫人：藤瀬孝子は林博太郎伯爵の二女[6]。